# SN 1973A
SN 1973A – supernowa odkryta 11 stycznia 1973 roku w galaktyce NGC 3574. W momencie odkrycia miała maksymalną jasność 18,00m.